# Navia gleasonii
Navia gleasonii är en gräsväxtart som beskrevs av Lyman Bradford Smith. Navia gleasonii ingår i släktet Navia och familjen Bromeliaceae. Inga underarter finns listade i Catalogue of Life.